# LOVE SONG (LUNA SEAの曲)
「LOVE SONG」（ラヴ・ソング）はLUNA SEAの14枚目のシングルである。2000年11月8日発売。初回限定盤は特殊ジャケット仕様。

## 解説
本作の発売と同時に、すでに開催が発表されていた2000年12月26日・27日の東京ドーム公演をもって“終幕”するという発表がなされた。その所以か発売日前後のTV出演は一切なかったが、タイトル曲はおよそ1ヶ月前の10月中旬辺りという比較的早い時期に音楽番組で披露されている。
“終幕”ライヴ直前の2000年12月23日に発売されたベストアルバム『PERIOD 〜THE BEST SELECTION〜』に収録されているが、オリジナルアルバムには収録されていない。
RYUICHI（河村隆一）のソロ楽曲「Love song」、Jのソロ楽曲「Love song」は本作と同名ではあるがそれぞれ全くの別楽曲である。

## 収録曲
全作詞・作曲・編曲:LUNA SEA
1. LOVE SONG
SUGIZO原曲。
詞曲ともにSUGIZOが中心となり作られた曲。演奏時間が7分以上ある作品で、曲冒頭はアコースティック・ギターと歌のみでいきなり入り、ラストは子供のコーラスを含む大合唱でフェードアウトして終わる。
元々アルバム『LUNACY』製作の時点ですでにプリプロが存在していた曲であるが、同アルバムには「Crazy About You」とかぶるという理由で収録されなかった。
2. INTO THE SUN
J原曲。
詞曲ともにJが作った曲で、「LOVE SONG」同様に演奏時間が7分以上ある作品。16ビートナンバー。
REBOOT（再結成）後に発表された「Anthem of Light」はこの曲のアンサーソングとして製作されている（作曲は同じくJによる）。
3. UNTIL THE DAY I DIE
RYUICHI原曲。
音源化された楽曲の中でRYUICHIが単独で作曲まで手がけた初の作品。RYUICHIの歌、INORANのアコースティックギター、SUGIZOのヴァイオリンのみで演奏される曲。
本作収録曲では唯一同年夏に行われたアリーナツアー「BRAND NEW CHAOS」で披露されている（秋～冬にかけて行われたホールツアーおよび海外公演「BRAND NEW CHAOS ACT II」では前2曲も披露している）。
REBOOT以降のライブでは真矢がドラムスで参加している。

## 収録アルバム
- LOVE SONG
  - PERIOD 〜THE BEST SELECTION〜
  - SLOW
  - LUNA SEA COMPLETE BEST
  - LUNA SEA COMPLETE BEST -ASIA LIMITED EDITION-
  - LUNA SEA 25th Anniversary Ultimate Best -THE ONE-
  - NEVER SOLD OUT 2
- INTO THE SUN
  - another side of SINGLES II
- UNTIL THE DAY I DIE
  - another side of SINGLES II